# Villa Arkadia

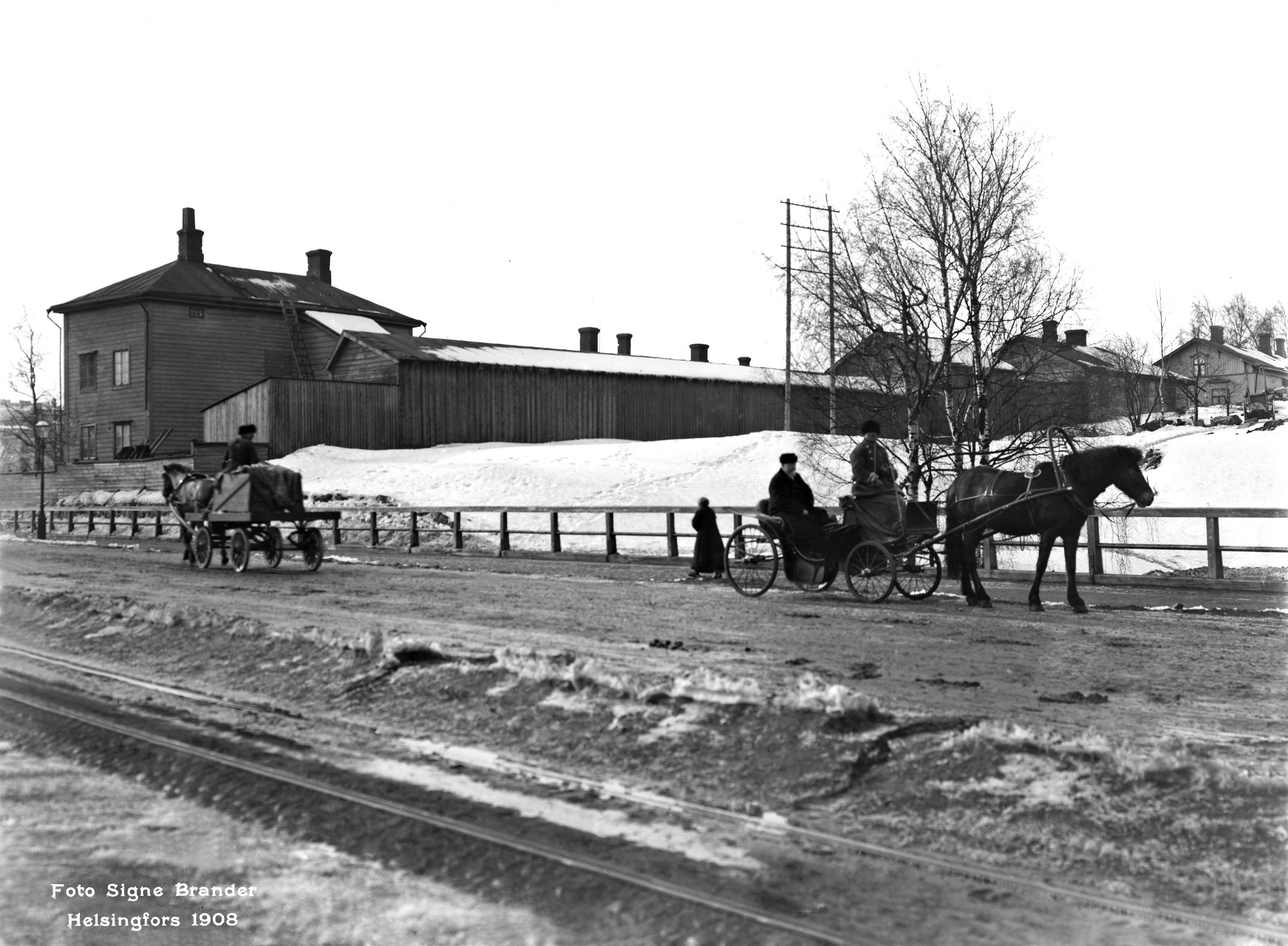
Villa Arkadia och utfartsvägen Västra chausséen, 1908

Villa Arkadia var en träbyggnad från 1800-talet, som var den första byggnaden på den dåvarande västra utfartsvägen från Helsingfors till Åbo och Tavastehus, från 1909 med adress Västra chausséen 2 (nuvarande Mannerheimvägen 30). Den låg strax utanför Esbo tull, som fram till början av 1900-talet låg där dåvarande Henriksgatan övergick i Västra chausséen, och var en del av den senare rivna småhusbebyggelsen Arkadia.

## Bildgalleri

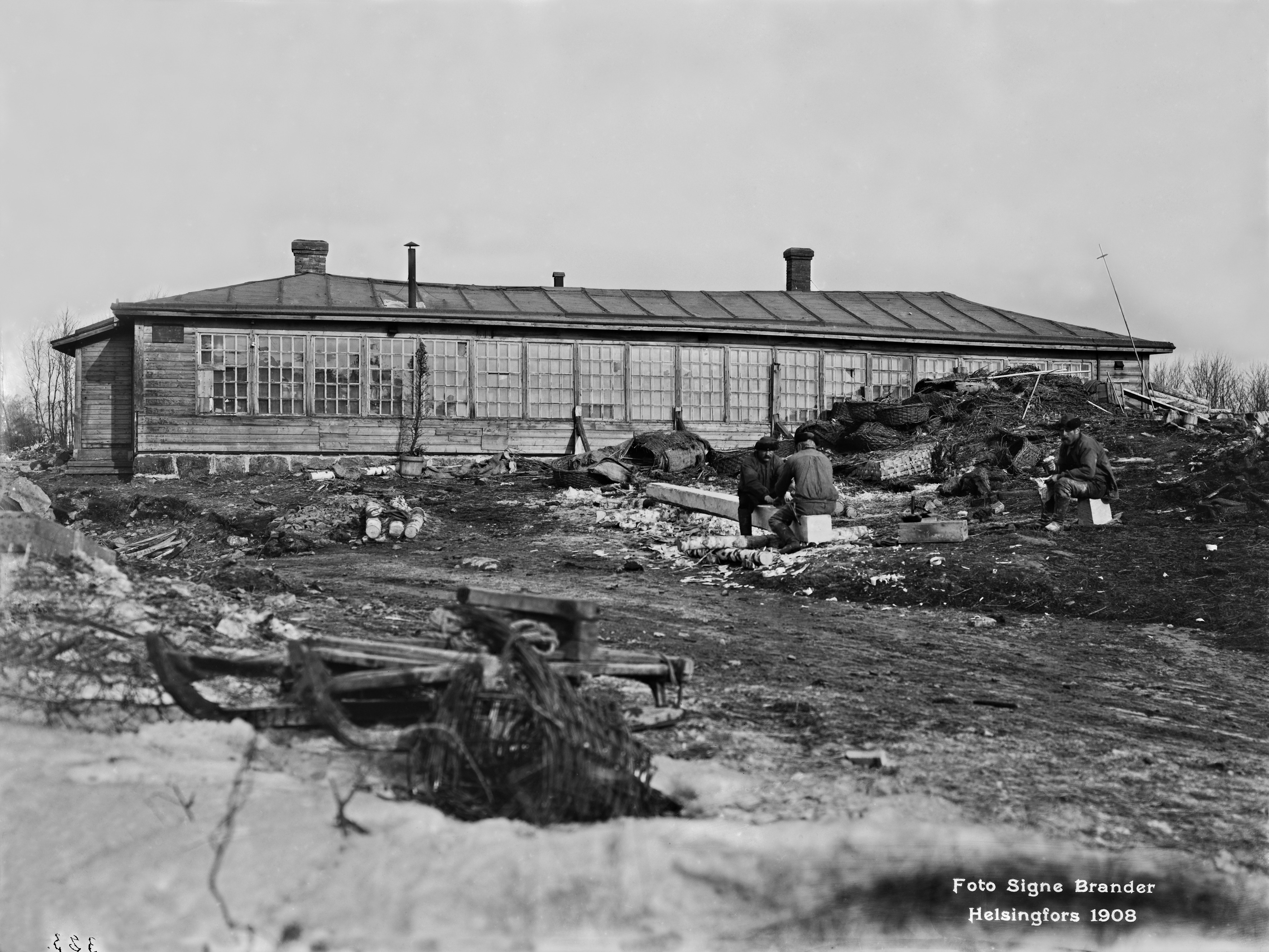
Villa Arkadia, 1908. Foto: Signe Brander.
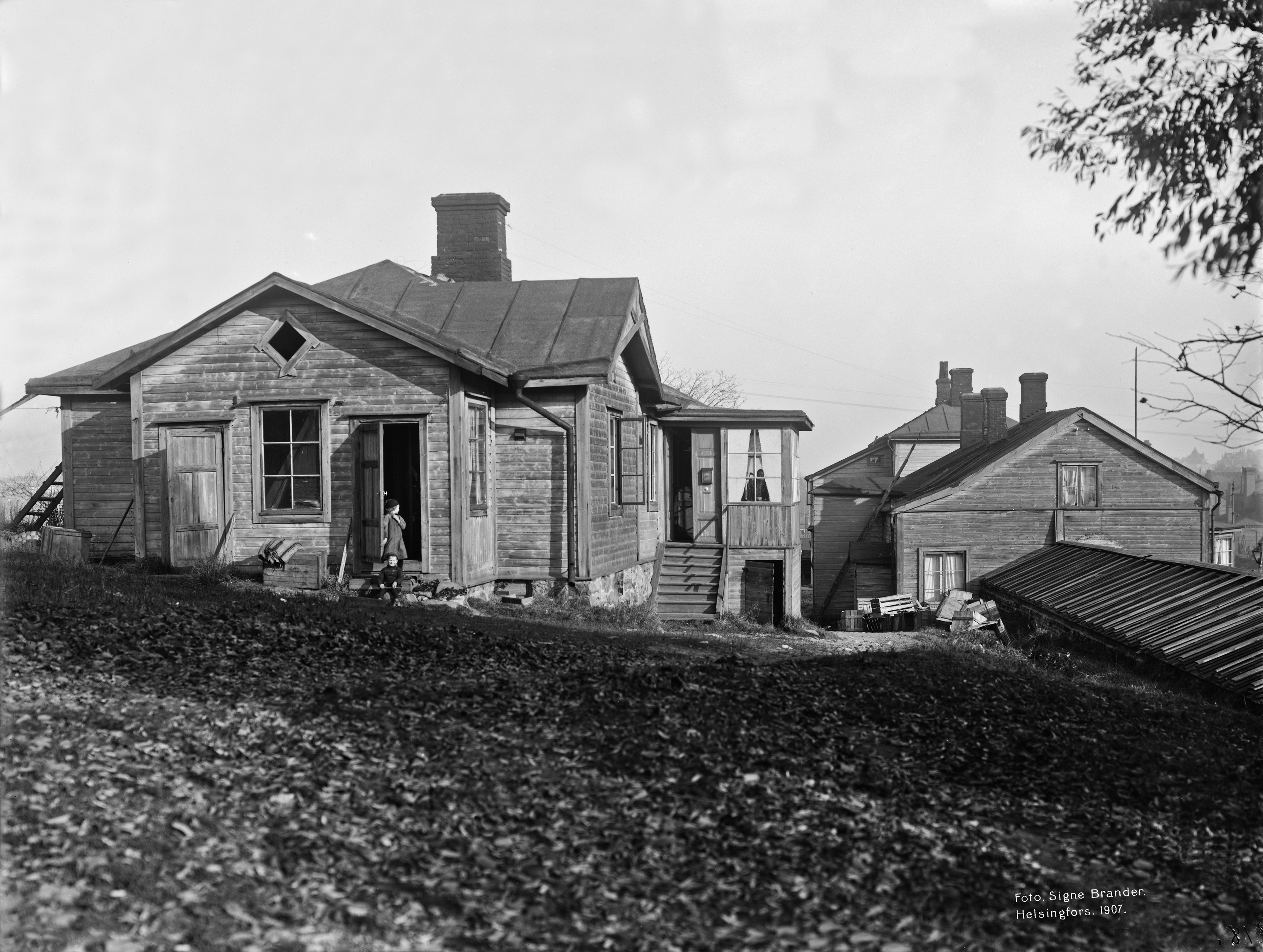
Villa Arkadia, 1907. Foto: Signe Brander.